# Владимиров, Владимир Александрович
Владимир Александрович Владимиров (род. 6 октября 1978) — российский самбист и дзюдоист, чемпион России по дзюдо, мастер спорта России международного класса. В 2001 году окончил Великолукскую академию физической культуры и спорта. В 2001—2008 годах работал в центре олимпийской подготовки Челябинска. С 2008 года предприниматель. Президент великолукской федерации дзюдо.

## Спортивные результаты
- Чемпионат России по самбо среди студентов 2001 года — ;
- Чемпионат России по дзюдо 2004 года — ;
- Чемпионат России по самбо среди военнослужащих 2005 года — ;
- Мемориал Владимира Гулидова по дзюдо 2005 года, Красноярск — ;
- 2-кратный обладатель Кубка Европы;